# Darren Mann

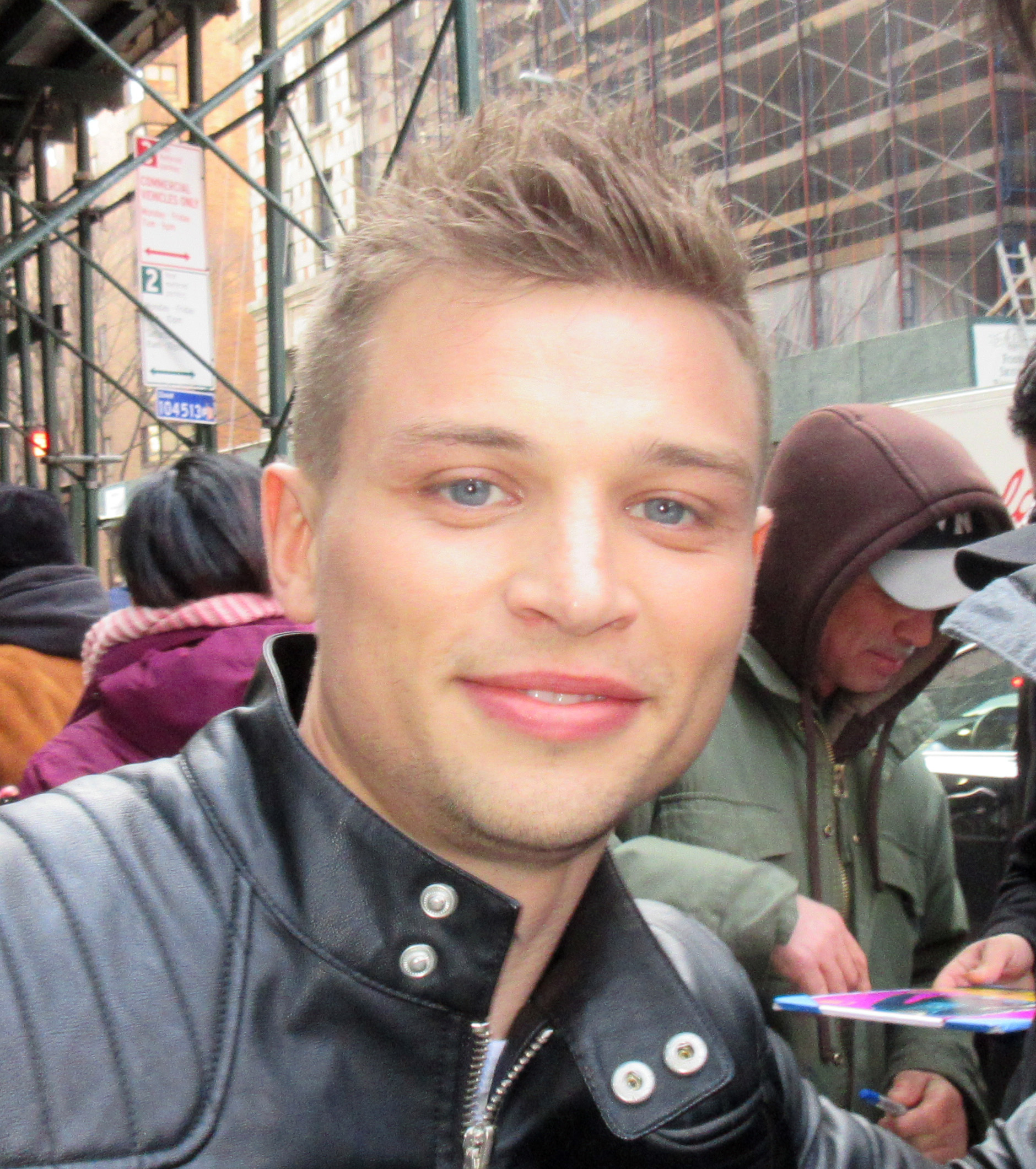
Darren Mann bei einer Diskussion zum Film Giant Little Ones Ende Februar 2019

Darren Mann (* 4. Mai 1989 in Vancouver) ist ein kanadischer Fernseh- und Filmschauspieler.

## Leben
Darren Mann wurde 1989 in Vancouver geboren, wo er auch aufwuchs. Seine Mutter ist Schauspielerin und Regisseurin. Er besuchte die Vancouver Academy of Dramatic Arts.
Seine erste Rolle in einer Fernsehserie erhielt Mann 2013 in einer Folge von The Tomorrow People. 2014 und 2015 war er in insgesamt drei Folgen von The 100 in Nebenrollen zu sehen. In dem Hockey-Drama Hello Destroyer folgte seine erste Filmrolle. 2017 war er in dem Fernsehfilm House of the Witch in der Rolle von Shane zu sehen. In dem Coming-of-Age-Film Giant Little Ones von Keith Behrman übernahm Mann die Rolle von Ballas. Ab 2018 war er in der Horrorserie Chilling Adventures of Sabrina in der Rolle von Luke Chalfant zu sehen.

## Filmografie (Auswahl)
- 2014–2015: The 100 (Fernsehserie, 3 Folgen)
- 2016: Hello Destroyer
- 2017: House of the Witch
- 2017: Twisted Blues
- 2018: Giant Little Ones
- 2018–2019: Chilling Adventures of Sabrina (Fernsehserie, 9 Folgen)
- 2020: Fortunate Son (Fernsehserie, 8 Folgen)
- 2020: Embattled
- 2022: Animal Kingdom (Fernsehserie, 12 Folgen)
- 2022: The Minute You Wake Up Dead
- 2022–2025: 1923 (Fernsehserie, 15 Folgen)
- 2023: Breakwater – Dämonen der Vergangenheit (Breakwater)
- 2025: The 8th Day

## Auszeichnungen
Leo Awards 2018
- Nominierung als Bester Hauptdarsteller in einem Fernsehfilm (House of the Witch)